# Rafael Pizani
Rafael María Pizani (Torondoy, Mérida, Venezuela; 17 de febrero de 1909 - Caracas, Venezuela; 16 de diciembre de 1997) fue un jurista, académico, legislador, magistrado, periodista, impulsor de la autonomía universitaria en Venezuela y de la vida cultural del país. Doctor en Ciencias Políticas. Especialista en Filosofía del Derecho. Rector de la Universidad Central de Venezuela. Reformador de los estudios universitarios en general y de los estudios de Derecho. Individuo de Número de la Academia de Ciencias Políticas y Sociales. Conferencista nacional e internacional. Fundador de sindicatos y periódicos al término de la dictadura de Juan Vicente Gómez. Entre 1951-1958 vive en el exilio, expulsado por la dictadura de Marcos Pérez Jiménez. 

## Biografía
Rafael Pizani nació en Torondoy, Estado Mérida, Venezuela, el 17 de febrero de 1909, bautizado el día 22 del mismo mes y año en la Catedral de Mérida. Hijo de Josefa Maria Pizani, posiblemente natural de Timotes. Lo más probable es que naciera en la Ciudad de Mérida, ya que la fecha del nacimiento y bautizo es de 5 días. Imposible trasladar en esa fecha, a una recién parida y un bebe. En todos los registros de Torondoy donde hay existencia o vivido esta familia, únicamente es en 1930 donde Rafael Maria, estudiante en Mérida y José Jaime, estudiante en Maracaibo, venden una casa que es propiedad de su madre.

### Educación
Cursa sus estudios secundarios en el Instituto Jáuregui, donde se gradúa de bachiller en 1926 con la tesis titulada “Criollismo y criollistas”, publicada en 1930. En 1928 ingresa en la Carrera de Derecho en la Universidad de Los Andes. El cuarto año lo cursará en Caracas, en la Universidad Central de Venezuela. Por esa época, junto con Luis Beltrán Prieto Figueroa y Ignacio. Luis Arcaya, entre otros, participa en un grupo de estudio donde se discutían las obras de algunos autores europeos, entre ellos Unamuno y Ortega y Gasset. Pizani sentía especial inclinación por Unamuno; en el diario Patria mantendrá durante algún tiempo una columna quincenal titulada “Unamunismos”, y se encargó de la redacción de este diario hasta la fecha de su graduación. En Mérida fue discípulo de Tulio Chiossone y Florencio Ramírez, entre otros distinguidos catedráticos de la Universidad de Los Andes. En 1934 recibe el título de Doctor en Ciencias Políticas y se dedica al ejercicio privado de la profesión hasta que finaliza la dictadura con la muerte de Juan Vicente Gómez en diciembre de 1935. 

### Actividad académica y profesional
Entre 1936-1938, mientras cumplía funciones diplomáticas, estudia Economía y completa su especialización en Filosofía del Derecho por la Universidad Libre de Bruselas. Allí fue discípulo de Georges Gurvitch, asimismo de David Hazard, quien lo pone en contacto con Hans Kelsen y las doctrinas iuspositivistas. Desde 1939 (Resolución 57 de 28.II.1939) ingresa como profesor en la Universidad Central de Venezuela, sustituyendo al Dr. Caracciolo Parra León -quien había fallecido recientemente - en la Cátedra de Principios Generales del Derecho (hoy Introducción al Derecho). Impartió también la asignatura de Filosofía del Derecho y diversos seminarios jurídicos. Ese mismo año (20.XI), obtiene por concurso la plaza de Profesor Titular a tiempo convencional, y funda y asume la dirección de la revista La Cultura Jurídica, donde logró publicar artículos originales de Kelsen y Carlos Cossio, entre otras destacadas figuras de la ciencia jurídica internacional contemporánea. 

### Rector de la UCV
El 4.IX.1943 el ministro de Educación le designa Rector de la Universidad Central de Venezuela. Durante su rectorado crea nuevas facultades y escuelas, y emprende una ardua lucha para incorporar a la Universidad las Escuelas de Agronomía y Veterinaria que dependían del Ministerio de Agricultura, asimismo la Escuela de Geología adscrita al Ministerio de Minas. Entre otras relevantes realizaciones se cuenta también haber fundado el Orfeón Universitario. En 1946 publicó su libro titulado Principios Generales del Derecho y en 1954 Reparos a la Teoría Egológica del Derecho. 

### Embajador en Bélgica
Al finalizar la dictadura de Juan Vicente Gómez, el Canciller Gil Borges procedió al nombramiento de Rafael Pizani como Secretario de la Legación en Bélgica, donde ha de permanecer de 1936 a 1938. En XI.1938 declina una oferta para la Embajada de Berlín y regresa a Venezuela haciéndose cargo de la Consultoría del Ministerio de Fomento hasta 1941.

### Actividad legislativa
A partir de 1941 realiza una intensa actividad legislativa en diversas materias; regulación de la actividad bancaria, seguros, inquilinato, marcas de fábrica, patentes de invención, regulación de precios, hidrocarburos, etc. Reconoce Pizani —en la entrevista que le hiciera Rogelio Pérez Perdomo— que para preparar toda esa legislación carecían de estudios técnicos, de tiempo y de personal y recursos para llevarlos a cabo, de modo que iban enfrentando los problemas de la mejor manera que podían, guiándose por la legislación emergente en otros países como Francia, USA, Brasil, Argentina o Colombia. En 1942 participa en la reforma tributaria que introdujo el impuesto sobre la renta, y posteriormente en la reforma de la Ley de Hidrocarburos (1943).

### Diputado en el Congreso
En 1945 se incorpora como diputado al Congreso Nacional, pero ese mismo año renuncia para aceptar el cargo de Magistrado de la Corte Federal y de Casación (hoy Tribunal Supremo de Justicia), al cual también renuncia porque se le exigió firmar un decreto mediante el cual, la Junta de Gobierno que había asumido el mando después del derrocamiento del presidente isaías Medina Angarita en 1946, le sustraía a la Corte la competencia para conocer sobre la constitucionalidad de los actos de la Junta de Gobierno. Pizani consideró el decreto como un nuevo golpe de Estado y así lo expresó.

### Reforma universitaria
En 1946 preside la Comisión encargada de reformar los estudios universitarios, la cual concluyó con la redacción del Estatuto Orgánico de Universidades. En dicho estatuto, pese a que se ampliaba la autonomía universitaria, no obstante el poder Ejecutivo se reservó la facultad de designar a las autoridades, rechazando así la propuesta de Pizani de que las autoridades fuesen designadas por la propia comunidad universitaria. 

### Exilio y regreso
A finales de 1951 fue expulsado del país —junto con los demás firmantes— por haber firmado la así llamada Carta Magna, donde protestaban la pérdida de la autonomía universitaria. Su exilio lo vive en varios países suramericanos. Siete años después, a la caída de la dictadura de Pérez Jiménez, retorna al país y a sus actividades académicas. 

### Ministro de Educación
El gobierno provisional de 1958 lo nombra Ministro de Educación, siendo posteriormente ratificado en dicho cargo por el presidente Rómulo Betancourt. En esta oportunidad se aboca a la redacción de una nueva Ley que recoge su propuesta inicial de que las autoridades fuesen designadas por la propia comunidad universitaria. En su memorable discurso con motivo de la instauración de la autonomía universitaria en la Ley de Universidades, el 15.XII.1958, Rafael Pizani expresa lo siguiente: 
“(...) La autonomía de nuestras universidades significa el rescate de un principio que, por haber nacido con la idea misma de la Universidad, debe entenderse como un principio esencial que orienta su destino. No sólo porque la autonomía sirva para liberar la vida universitaria de los entorpecimientos que la Administración Pública pueda implicar en su libre desarrollo, sino porque con esta nueva Ley de Universidades se deposita en las manos de nuestros profesores, de nuestros estudiantes, de nuestros egresados, una de las más delicadas y comprometedoras responsabilidades. Porque la autonomía no sólo significa prerrogativa académica, que configura el devenir histórico de las universidades, sino que, especialmente en nuestra hora para los hombres de nuestros tiempos, la autonomía de la Universidad venezolana debe significar el ejercicio de la responsabilidad que las universidades tienen adquirida para con el propio pueblo. Y es de alto contenido simbólico el que con la libertad para el pueblo llegue paralelamente la libertad para la Universidad. Y que cuando al pueblo se le reconoce y se le respeta su derecho a escoger sus propios gobernantes a la Universidad se le brinde la misma responsabilidad. Este signo de libertad es recogido en el cuerpo normativo de la nueva Universidad venezolana, al declararla abierta a todas las corrientes del pensamiento universal, y orientada por un decidido espíritu de democracia, justicia social y solidaridad humana”. 

### Presidente del Consejo Nacional de Educación
Desde 1969 a 1971 actúa como presidente fundador del Consejo de la Judicatura. A partir de 1974 y hasta 1977 ejerció la presidencia del Consejo Nacional de Educación, y la dirección del Instituto de Derecho Privado entre 1975 y 1978. Fallece en Caracas el 16 de diciembre de 1997

## Vida personal
El 14 de noviembre de 1933, en la Catedral de Mérida, contrajo matrimonio con doña Cecilia Elisa Uzcátegui Balza, de cuya unión nacieron siete hijos: Cecilia, Belkiss, Nasthenka, Rafael, Beatriz, Leonardo y Bernardita. Tuvo un hermano Jaime José.

## Distinciones y condecoraciones
En marzo de 1979 la Universidad Central de Venezuela le rindió a Pizani un homenaje con motivo de su jubilación tras cuarenta años de servicios a la Universidad, y publica un Libro Homenaje con prólogo de David García Bacca. Diez años más tarde, con ocasión de su octogésimo aniversario, esta Universidad organizó un ciclo de conferencias sobre su producción jurídica. Asimismo se decretó el año 1989 como “Año Universitario Rafael Pizani". 
En 1982, Pizani fue elegido Individuo de Número de la Academia de Ciencias Políticas y Sociales. La Universidad Central de Venezuela le otorgó la Orden Universitaria José María Vargas y la Orden Francisco de Venanzi, confiriéndole asimismo el doctorado honoris causa, que también recibió por la Universidad Experimental Simón Rodríguez. La Universidad de Zulia le distinguió con la Orden al Mérito Universitario. La Universidad Simón Bolívar le concedió la Mención de Honor al Educador venezolano (1986). En 1950 había sido declarado hijo preeminente de la ciudad de Mérida, y en 1975 hijo ilustre del Estado de Mérida. En al aniversario de su 89 cumpleaños, habiendo sido Titular 20 desde 1958, su alma mater le condecoró con la Orden Bicentenaria.
A sus 83 años retorna al aula. Esta vez a impartir sus enseñanzas de “Formación ciudadana y ética profesional” a estudiantes de escasos recursos en el Instituto Nacional de Estudios Universitarios (IUNEP). El maestro Pizani escribió mucho y publicó poco —afirma Elio Gómez Grillo—; gran parte de su obra permanece inédita. No dejó ni cuenta en el Banco ni vehículo propio.

## Obra escrita
- Aspectos de Hispanoamérica, Premio de la Asociación Comercial de Mérida, 1930.

- Criollismos y Criollistas, 1930;

- Por el Hueco de la Cerradura, 1932

- Crónicas Municipales, 1934.

- La Filosofía del Derecho en Venezuela, 1934.

- La Teoría del “Gendarme Necesario” desde el punto de vista de la Sociología Jurídica, en Anales de la Universidad Central de Venezuela, Año XXVII, núm. 1, T. XXVII, 1939.

- Bases para la reforma de los Estudios de Derecho en Venezuela, 1941;

- Principios Generales del Derecho, en Cultura jurídica, núm. 1, 1941.

- Influencia de la Universidad en la Juventud Venezolana, 1941.

- Bases para la Reforma de la Universidad Venezolana 1943.

- Introducción al Derecho, 1946.

- Reparos a la Teoría Egológica del Derecho, Eds. Eime, Caracas, 1954.

- Prólogo a Foción Fébres Cordero, Reforma Universitaria, Universidad Central de Venezuela, Caracas, 1960.

- Academia de Ciencias Políticas y Sociales. Discurso de incorporación, Editorial Sucre, 1982 [Discurso de contestación a cargo del Dr. Julio Diez]

## Obra fonográfica
- Introducción al derecho. Versión fonográfica de sus clases dictadas en la Universidad Central, Librería Pensamiento Vivo, Caracas, 1956.

- Discurso con motivo de la fijación de la autonomía universitaria en la Ley de Universidades del 15 de diciembre de 1958 (Archivo Sonoro. Compilación, Restauración y Digitalización. “José Guillermo Carrillo”, Caracas, 22.IX.2006)